# Лиз Тири
Лиз Тири (на френски: Lise Thiry) е белгийска вирусоложка и политичка.

## Биография
Родена е на 5 февруари 1921 година в Лиеж, Белгия, в семейството на писателя и политик Марсел Тири. През 1946 година завършва медицина.
Работи в Институт „Пастьор“ в Брюксел и преподава в Брюкселския свободен университет. Изследванията ѝ са главно в областта на инфекциозни заболявания, като бяс и полиомиелит.
От 1970-те години се занимава активно с политика, първоначално в Социалистическата партия, а по-късно в крайнолеви и валонски националистически групи. Участва активно в кампании за декриминализация и легализация на абортите и за защита на правата на незаконните имигранти.